# Resolució 882 del Consell de Seguretat de les Nacions Unides
La Resolució 882 del Consell de Seguretat de les Nacions Unides, aprovada el 5 de novembre de 1993 després de reafirmar la resolució 782 (1992) i posteriors sobre Moçambic, el Consell va prendre nota, a més d'una evolució positiva al país, que alguns aspectes dels acords de pau de Roma no s'havien aplicat.
El Consell va instar al Govern de Moçambic i a la RENAMO a aplicar plenament els acords de pau, afirmant que contribuiria a la pau i l'estabilitat a la regió. Les converses indirectes celebrades pels presidents d'ambdues parts van satisfer el Consell. Foren benvinguts els esforços del secretari general Boutros Boutros-Ghali, del seu Representant Especial i del personal de l'Operació de les Nacions Unides a Moçambic (ONUMOZ). Alhora, els retards en la implementació dels acords van causar preocupació, igual que la inacceptabilitat dels intents d'obtenir més temps o més concessions per qualsevol de les parts.
Es va donar molta importància a les eleccions que havien de celebrar a l'octubre de 1994, acollint amb beneplàcit l'aprovació pels partits moçambiquesos del calendari revisat per a l'aplicació dels Acords de Pau. Es va instar als partits a iniciar la reunió de les tropes al novembre de 1993 i iniciar la seva desmobilització abans de gener de 1994, amb vista a completar el procés abans de maig de 1994. La formació de la Força de Defensa de Moçambic i la formació a escala completa a Nyanga (Zimbabwe) de les tropes del Govern i de la RENAMO. Es van aprovar les directrius per a la Comissió d'alto el foc que regeix el moviment de les tropes després de la signatura de l'Acord de Pau, el que subratlla la necessitat d'establir la Comissió Nacional d'Administració, la Comissió Nacional d'Assumptes de Policia (COMPOL) i la Comissió per a la Informació (COMINFO).
El secretari general va ser autoritzat a desplegar 128 observadors de la policia de les Nacions Unides aprovada en la Resolució 797 (1992) i era important que les parts:
(a) aprovessin una llei electoral i establissin una comissió electoral el 30 de novembre de 1993;
(b) concentressin les tropes en zones de concentració;
(c) desmobilització de la meitat de les tropes abans del 31 de març de 1994;
(d) la completa integració de les forces d'agost de 1994.
El mandat de l'ONUMOZ es va estendre per uns altres sis mesos, fins al 5 de maig de 1994, i havia de ser revisat després de 90 dies sobre la base d'un informe del secretari general pel 31 de gener de 1994 i cada tres mesos a partir de llavors, sobre l'evolució de la procés de pau. Finalment es va instar la comunitat internacional a proporcionar assistència adequada i ràpida per l'aplicació de l'ajuda humanitària prevista als Acords de Pau. Es va instar les parts a no obstaculitzar aquest procés, instant a la cooperació amb l'ACNUR i el reassentament de refugiats i desplaçats.